# Mehanska energija
Mehánska energíja je v fiziki energija, ki povzroča gibanje po prostoru ter fizikalne spremembe telesa na katerega vplivamo. 
Mehansko energijo razdelimo na:
- notranje energije (kinetično in potencialno energijo)
- prožnostno energijo